# Владимир Байрев
Владимир Руменов Байрев е български футболист, защитник, който се състезава за Чавдар (Етрополе).

## Кариера
Байрев е юноша на Марица (Пловдив), а за мъжкия тим на „пиратите“ играе от 2007 до 2009 и е абсолютен титуляр, през сезон 2009/2010 е даден под наем на Брестник, където се превръща в неизменен титуляр. А през лятото на 2010 преминава в Ботев и през първия си сезон при „канарчетата“ макар и във В група записва най-много мачове за „жълто-черните“ като във всички започва като титуляр. Владимир Байрев е ляв бек, но може да играе и като централен защитник.
През октомври 2012 г. преминава заедно с брат си Димитър в Кентърбъри Юнайтед от Нова Зеландия. Там играе два месеца, преди да се завърне в България и да подпише договор с Чавдар (Етрополе).

## Личен живот
Владимир Байрев е син на известния футболист от близкото минало Румен Байрев, който е играл в Ботев (Пловдив) и Марица (Пловдив). Румен Байрев води един от ДЮШ отбори на Ботев (Пловдив). Негов брат е Димитър Байрев, който също е в Ботев (Пловдив).